# Souris Valley n.º 7
Souris Valley n.º 7 es un municipio rural canadiense situado en la provincia de Saskatchewan.

## Superficie
Souris Valley n.º 7 tiene una superficie de 804,48 km².

## Demografía
En 2021, tenía 220 habitantes, una densidad poblacional de 0,3 hab./km², y 110 viviendas.